# Зальца, Антон Егорович
Барон Анто́н Его́рович За́льца (1843, Луга — 1916, Петроград) — русский генерал от инфантерии, командующий войсками Казанского военного округа.

## Биография
Родился 22 октября 1843 года в семье полковника Георгия Антоновича фон 3альца (1795—1874) и Александры, урождённой Бросиной.
По окончании в 1862 году Школы гвардейских юнкеров был произведён 13 июня 1862 года в подпоручики и зачислен в лейб-гвардии Стрелковый Императорской Фамилии батальон, с которым и принял участие в усмирении польского мятежа 1863 г. и был награждён орденами св. Станислава 3-й степени с мечами и бантом и св. Анны 4-й степени с надписью «За храбрость». Далее последовательно получил чины поручика (30 августа 1867 г.), штабс-капитана (20 апреля 1869 г.) и капитана (30 августа 1874 г.), в 1873 г. получил орден св. Анны 3-й степени.
Назначенный 18 декабря 1876 г. состоять в распоряжении главнокомандующего Кавказской армии великиго князя Михаила Николаевича, Зальца принял участие в войне с Турцией и за боевые отличия и подвиги был награждён 12 июня 1878 г. орденом св. Георгия 4-й степени
В воздаяние за отличие, оказанное в деле против Турок, 1 Января 1878 года, где, временно командуя 1 Стрелковым Его Императорского Высочества Великого Князя Михаила Николаевича батальоном, атаковал втрое сильнейшего противника и увлекая батальон личным примером, овладел горою Аджи-Альма и удержался на занятой позиции
Также Зальца получил чин подполковника (4 февраля 1879 г.), золотую саблю с надписью «За храбрость» (10 июня 1877 г.) и ордена св. Станислава 2-й (1878 г.) с мечами и бантом и св. Владимира 4-й степени с мечами и бантом (1878 г.).
В 1878 г. Зальца состоял адъютантом при великом князе Михаиле Николаевиче, а 4 февраля 1879 г. был назначен командиром 1-го Кавказского стрелкового батальона; произведённый 15 октября 1881 г. в полковники, Зальца в 1883 г. был удостоен ордена св. Анны 2-й степени и в 1888 г. — св. Владимира 3-й степени. 19 июля 1889 г. Зальца получил в командование 80-й пехотный Кабардинский полк, которым командовал до 8 марта 1895 г., когда он был произведён в генерал-майоры и назначен сперва начальником Кавказской туземной стрелковой бригады, а затем, 1 ноября, 1-й Кавказской стрелковой бригады; здесь он получил орден св. Станислава 1-й степени (1898 г.). 14 апреля 1902 г. был произведён в генерал-лейтенанты и назначен начальником 24-й пехотной дивизии; в 1904—1905 гг. командовал 1-й гвардейской пехотной дивизией, а с 1905 по 1906 г. — 22-м армейским корпусом, с 1906 по 1908 г. командовал 1-м армейским корпусом. 13 апреля 1908 г. был произведён в генералы от инфантерии и 8 июня назначен помощником командующего войсками Киевского военного округа; с 7 февраля 1912 г. — командующий войсками Казанского военного округа.
С началом Первой мировой войны на базе Казанского военного округа было сформировано управление 4-й армии и Зальца был назначен командующим армией. В бою у Красника 10—12 августа 1914 г. армия потерпела неудачу, и Зальца был снят с занимаемой должности, вернулся на место командующего Казанским военным округом и назначен членом Александровского комитета о раненых; с 8 ноября 1914 г. был комендантом Петропавловской крепости в Санкт-Петербурге и 6 декабря был удостоен ордена св. Александра Невского.
Среди прочих наград Зальца имел ордена св. Анны 1-й степени (1904 г.), св. Владимира 2-й степени (1906 г.), Белого Орла (6 декабря 1911 г.) а также ряд иностранных орденов.
Умер 9 марта 1916 года. Место его захоронения неизвестно.